# Werner Jahn
Werner Jahn (* 21. April 1956 in Füssen) ist ein ehemaliger deutscher Eishockeyspieler. Er war während seiner Karriere für den EV Füssen,  Mannheimer ERC, die Düsseldorfer EG, Eintracht Frankfurt und den Heilbronner EC als Abwehrspieler aktiv. 

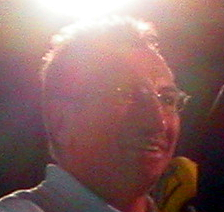
Werner Jahn, 2009

## Karriere
Werner Jahn begann seine Karriere beim ESV Kaufbeuren und EV Füssen in der Eishockey-Bundesliga. Auf Grund seiner überlegten Spielweise in der Verteidigung erhielt den Spitznamen "Professor". 
Den größten Erfolg seiner Karriere feierte er allerdings mit der Mannschaft des Mannheimer ERC. Im Jahr 1980 wurde er unter Trainer Heinz Weisenbach Deutscher Meister. Er selbst steuerte acht Scorerpunkte zu dem Erfolg bei. Bis 1983 blieb er dann in Mannheim und wechselte danach für eine Saison zur Düsseldorfer EG, bevor er über den Umweg Eintracht Frankfurt, die in der zweiten Eishockey-Bundesliga spielten, nach Mannheim zurückkehrte. Dort spielte er nochmals ein Jahr in der höchsten deutschen Klasse. Nach einem weiteren Jahr in Heilbronn bei dem Heilbronner EC beendete er seine Laufbahn in der zweiten Liga beim EHC Zweibrücken.

## Nach der Karriere
Werner Jahn besitzt eine Praxis für Physiotherapie in Frankenthal (Pfalz).